# 缨副鳚
缨副鳚（学名：Parablennius thysanius），是輻鰭魚綱鳚形目鳚科副鳚属一种，分布于太平洋西部及印度洋海域，包括波斯灣、阿曼、巴基斯坦、印度西南部、斯里蘭卡、暹羅灣與菲律賓，2014年曾在地中海东岸土耳其安塔利亚发现分布记录，疑似通过雷赛布迁移传入，深度1至10公尺，體長可達6.2公分，棲息在沿海礁石區，以藻類為食，具領域性，雌魚產附著性卵，雄魚會守護卵，生活習性不明。本种由美国学者大卫·斯塔尔·乔丹和阿尔文·西尔于1907年描述发表。